# I. Nofretkau
Nofretkau (nfr.t-k3.w) ókori egyiptomi hercegnő a IV. dinasztia idején, Sznofru fáraó legidősebb lánya, Hufu testvére. Fia II. Nofermaat vezír; az ő, valamint fia, Sznofruhaf sírjában említik, hogy Nofretkau Sznofru lánya volt.
Férjének kiléte nem ismert; Kurt Heinrich Sethe feltételezte a Nofermaat sírjában talált egyik felirat alapján, hogy Nofretkau Sznofruhoz ment feleségül és Nofermaat a közös fiuk, George Andrew Reisner szerint azonban Hufu, esetleg egy nem ismert nevű nemesember lehetett Nofretkau férje.
Lehetséges, hogy az ő sírja a Hufu-piramistól keletre található, gízai G7050 masztabasír, melyben nem található meg a tulajdonos neve, de közvetlen kapcsolatban áll fia (G 7060) és unokája (G 7070) sírjával. A sírt a szaiszi kor (XXVI. dinasztia) vagy a ptolemaida kor idején újra felhasználták temetkezésekhez, ma igen rossz állapotban van.